# Омишаль
Омишаль (хорв. Omišalj) — община в Хорватии, входит в Приморско-Горанскую жупанию. Община состоит из 2 населённых пунктов. По данным 2001 года, в ней проживали 2998 человек. Общая площадь общины составляет 39 км².
Технологическая мощность терминала по приёму сжиженного природного газа в порту Омишаль — 2,6 млрд м³ в год.